# Annals of Improbable Research
Die Zeitschrift Annals of Improbable Research (AIR) erscheint alle zwei Monate in Cambridge, Massachusetts (USA). In ihr werden als Satire auf eine wissenschaftliche Zeitschrift fiktive oder auch reale Experimente mit absurder Thematik sowie mindestens ein ernst gemeinter Forschungsbeitrag mit einem kuriosen Thema vorgestellt, zum Beispiel über Murphys Gesetz. Herausgegeben wird die Zeitschrift unter anderem von verschiedenen Nobelpreisträgern. 
AIR vergibt jährlich den Ig-Nobelpreis für zehn Errungenschaften, die die „Leute erst zum Lachen und dann zum Nachdenken bringen“. 
Ein Vorgänger der Zeitschrift war das Journal of Irreproducible Results der israelischen Wissenschaftler Harry Lipkin und Alexander Kohn, gegründet 1955. Als diese Zeitschrift 1994 vom Verleger George Scherr gekauft wurde, verließ die Mehrzahl der Redakteure – wie Marc Abrahams – die Zeitung und gründete die Annals of Improbable Research. Klagen von Scherr wegen Plagiats verliefen im Sand.
Aus dem deutschsprachigen Raum ist Mark Benecke Mitherausgeber und Autor der AIR.

## Beispielartikel
- Scott A. Sandford, Äpfel und Orangen – ein Vergleich AIR, Vol. 1, No. 3 (1995).
- Eric Schulman, Wie man einen wissenschaftlichen Aufsatz schreibt AIR, Vol. 2, No. 5 (1996).
- Fiorella Gambale, Landet eine Katze immer auf ihren Füßen? AIR, Vol. 4, No. 4 (1998).
- Lucas Kovar, Electron Band Structure In Germanium, My Ass AIR, Vol. 7, No. 3 (2001).
- Ryan Shaun Baker, Die schlafverzögernde Wirkung meiner Ex-Freundin AIR, Vol. 8, No. 3 (2002).
- Mark Fonstad, William (Pugatch) Flynn, Brandon Vogt, Kansas ist flacher als ein Pfannkuchen AIR, Vol. 9, No. 3 (2003).
- Nick Spark, Warum alles, was Sie über Murphys Gesetz wissen, falsch ist AIR, Vol. 9, No. 5 (2003).
- FBI Scientific Dining: National Academy's Dining Hall, Quantico, Virginia Annals of Improbable Research Vol. 7, Nr. 4 (July/August 2001), pages 19-21
- Criminal Investigator on Lint Annals of Improbable Research, Vol. 15 (July/August 2011), pages 2-3
- Hitler´s Skull & Teeth Annals of Improbable Research, Vol 9, Nr. 2/2003, pages 9-10
- The Search for Tycho Brahe's Nose Annals of Improbable Research, Vol. 10, July/Aug 2004, pages 6-7
- Exploding Toads...The Storied Remains Annals of Improbable Research, Vol. 11, Sept/Oct 2005, p. 18-22